# Petar Damjanić Vrgadski
Petar Damjanić Vrgadski  (u. oko 1828.), hrvatski plemić i visoki lokalni dužnosnik iz Zadra. Iz obitelji Damjanića Vrgadskih. Za vrijeme francuske vlasti obnašao dužnost zadarskog načelnika, od 1806. do 1811. godine. Dio potomaka živi mu i danas u Hrvatskoj, a dio u Italiji.